# Ommata clavicornis
Ommata clavicornis là một loài bọ cánh cứng trong họ Cerambycidae.